# Pınarüstü, Korkut
Pınarüstü là một xã thuộc huyện Korkut, tỉnh Muş, Thổ Nhĩ Kỳ. Dân số thời điểm năm 2011 là 533 người.